# Max Bodenstein
Max Ernst August Bodenstein (Magdeburgo, 15 de julio de 1871-Berlín, 3 de septiembre de 1942) fue un fisicoquímico alemán.
En 1893 se doctoró en Heidelberg, y después trabajó en Leipzig junto con Wilhelm Ostwald. Entre 1908 y 1923 fue profesor en Hannover, y de 1923 a 1936 en el Instituto de Química Física de Berlín.
Estudió el equilibrio de las reacciones gaseosas, en especial la del hidrógeno y el yodo, en 1897. Mezclaba ambos elementos en un recipiente cerrado, donde previamente había colocado un termostato, manteniéndolo a una temperatura elevada constante. Finalmente, la reacción alcanza el equilibrio, en el cual la formación de yoduro de hidrógeno (HI) es igual a la descomposición de los reactivos iniciales (H2 + I2 ≡ 2HI). A continuación, el equilibrio se mantenía al enfriarlo rápidamente, y la cantidad de yoduro de hidrógeno podía ser analizada. Utilizando distintas cantidades de reactivos iniciales, Bodenstein podía modificar las cantidades que surgían en el equilibrio, verificando la ley del equilibrio químico, ley propuesta por Cato Guldberg y Peter Waage en 1863.
Bodenstein también investigó en fotoquímica, siendo el primero en demostrar que, en la reacción del hidrógeno con el cloro, el alto rendimiento podía explicarse mediante una reacción en cadena.